# Schweizerische Mobiliar
Die Schweizerische Mobiliar Versicherungsgesellschaft AG ist der älteste private Versicherer der Schweiz (kurz Mobiliar, Markenname: Die Mobiliar, La Mobilière, La Mobiliare). Sie ist zu 100 % im Besitz der Schweizerischen Mobiliar Genossenschaft.

## Organisation
Die Mobiliar ist unter dem Dach der Schweizerischen Mobiliar Genossenschaft in einer Holdingstruktur organisiert.
Zur Schweizerischen Mobiliar Holding AG gehören
- die Schweizerische Mobiliar Versicherungsgesellschaft AG,
- die Schweizerische Mobiliar Lebensversicherungs-Gesellschaft AG,
- die Protekta Rechtsschutz-Versicherung AG,
- die Schweizerische Mobiliar Asset Management AG,
- die Schweizerische Mobiliar Services AG,
- und die SC, SwissCaution SA

Zur Gruppe gehören weiter als Tochtergesellschaften der Schweizerischen Mobiliar Versicherungsgesellschaft AG:
- die Schweizerische Mobiliar Risk Engineering AG,
- die Mobi24 AG,
- die XpertCenter AG,
- die Handwerkerplattform Buildigo AG,
- die Lightbird Ventures AG
- die bexio AG,
- die Trianon AG,
- die Limmat Versicherungs-Gesellschaft AG,
- die Hotel Appenberg AG
- sowie die Companjon Holding Limited mit Sitz in Dublin.[1]

Die Schweizerische Mobiliar Holding AG hält ausserdem eine Beteiligung von 29,5 % an der Swiss Marketplace Group und 25 % an der Credit Exchange AG (CredEx).

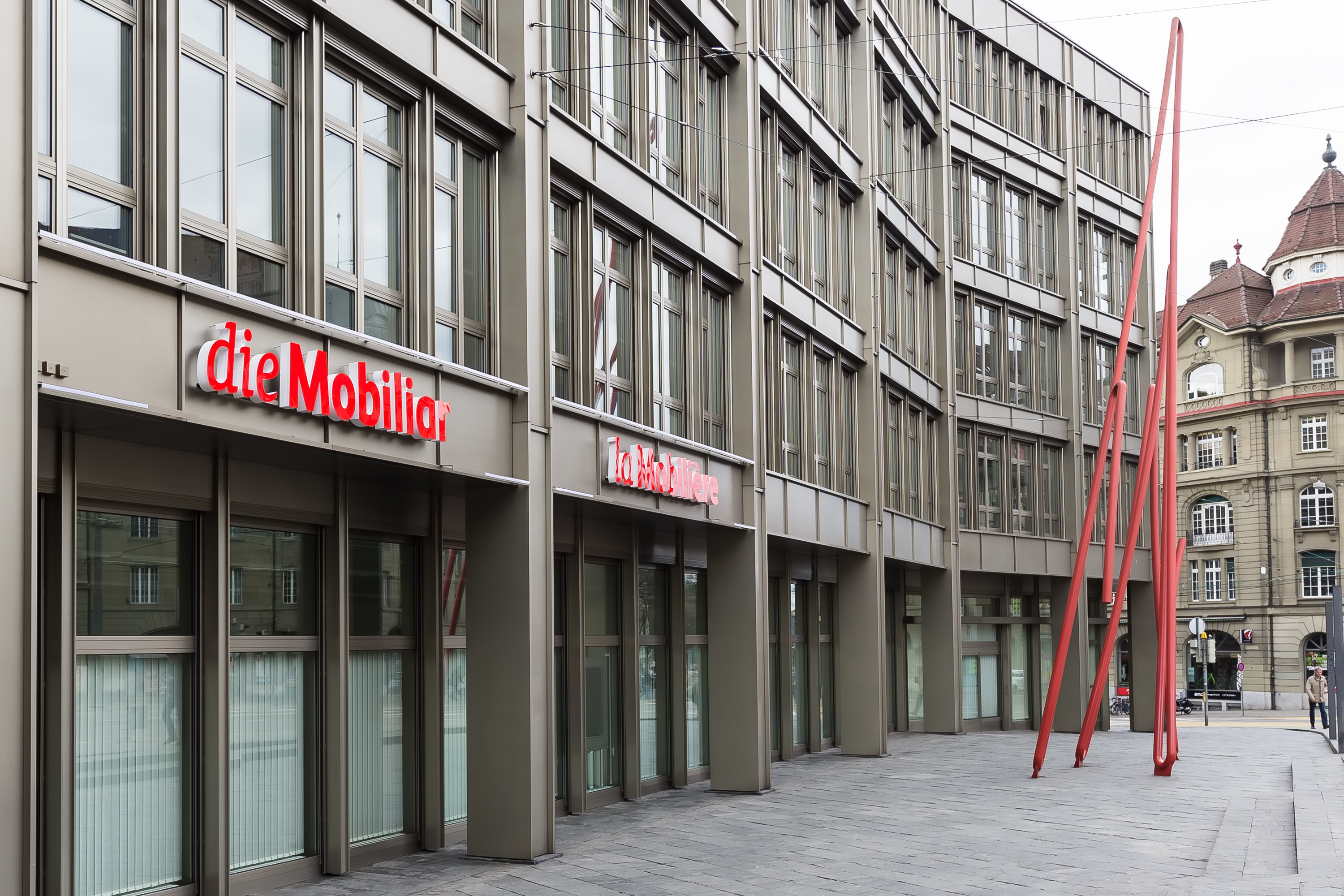
Schweizerische Mobiliar Hauptsitz Bundesgasse 35 in Bern

Die Direktionsstandorte der Mobiliar befinden sich in Bern, Nyon und Zürich. Die Mobiliar ist dezentral organisiert. 80 selbständige, vertraglich an die Mobiliar gebundene Unternehmer-Generalagentinnen und -Generalagenten betreuen die Versicherten an rund 160 Standorten in der Schweiz und in Liechtenstein. Am 31. Dezember 2024 betrug der Personalbestand der Gruppe Mobiliar (inklusive Generalagenturen) 6593 Mitarbeitende, zusätzlich 352 Lernende.

## Genossenschaft und Engagement
Die Schweizerische Mobiliar Genossenschaft verfügt über einen eigenen Verwaltungsrat, der die genossenschaftliche Ausrichtung sicherstellt, sowie eine Delegiertenversammlung mit 150 Delegierten, welche die Interessen der Versicherten vertreten.
Seit 1939 beteiligt die Mobiliar Privat- oder Geschäftskunden mit freiwilligen Zahlungen aus dem Überschussfonds an ihrem Erfolg. 2024/25 wurden 214 Mio. Franken in Form von Prämienvergünstigungen für die Fahrzeug- und die Betriebsversicherung ausgeschüttet. Von 2014 bis 2024 liess die Mobiliar ihren Versicherten im Nicht-Lebengeschäft 1,8 Mia. Franken aus dem Überschussfonds zukommen.
Als Genossenschaft ist gesellschaftliches Engagement ein fester Bestandteil der Unternehmenskultur.
Die Mobiliar engagiert sich für die Forschung zu digitalen Interaktionen zwischen Mensch und Maschine, Stadtökologie und Klimafolgenforschung sowie Früherkennung von Naturgefahren. Im Rahmen ihres Gesellschaftsengagements setzt sie zudem Projekte zur Innovationsfähigkeit von kleinen und mittleren Unternehmen und NGOs sowie in den Bereichen Jugend und Natur um. 2021 hat sie eine Klimastrategie verabschiedet, die u. a. zum Ziel hat, bis 2030 den betrieblichen CO2-Ausstoss um 50 % gegenüber 2018 zu verringern.
Seit 2014 erfolgt eine separate Nachhaltigkeitsberichtserstattung als Bestandteil des Geschäftsberichts.
Im Sponsoring legt die Mobiliar den Schwerpunkte auf die Hallensportarten Basketball, Handball, Unihockey und Volleyball. Die Mobiliar ist Namensgeberin für die Mobiliar Top Scorer der verschiedenen Ligen.

## Entstehungsgeschichte
Die Mobiliar ist die älteste private Versicherungsgesellschaft der Schweiz. 1825 wurde in Murten mit der „Schweizerischen Mobiliar-Assekuranzkasse“ die Gründung einer Schweizer Feuerversicherung unternommen. In deren Satzungen war vermerkt, dass Prämien auch in Naturalien bezahlt werden konnten.

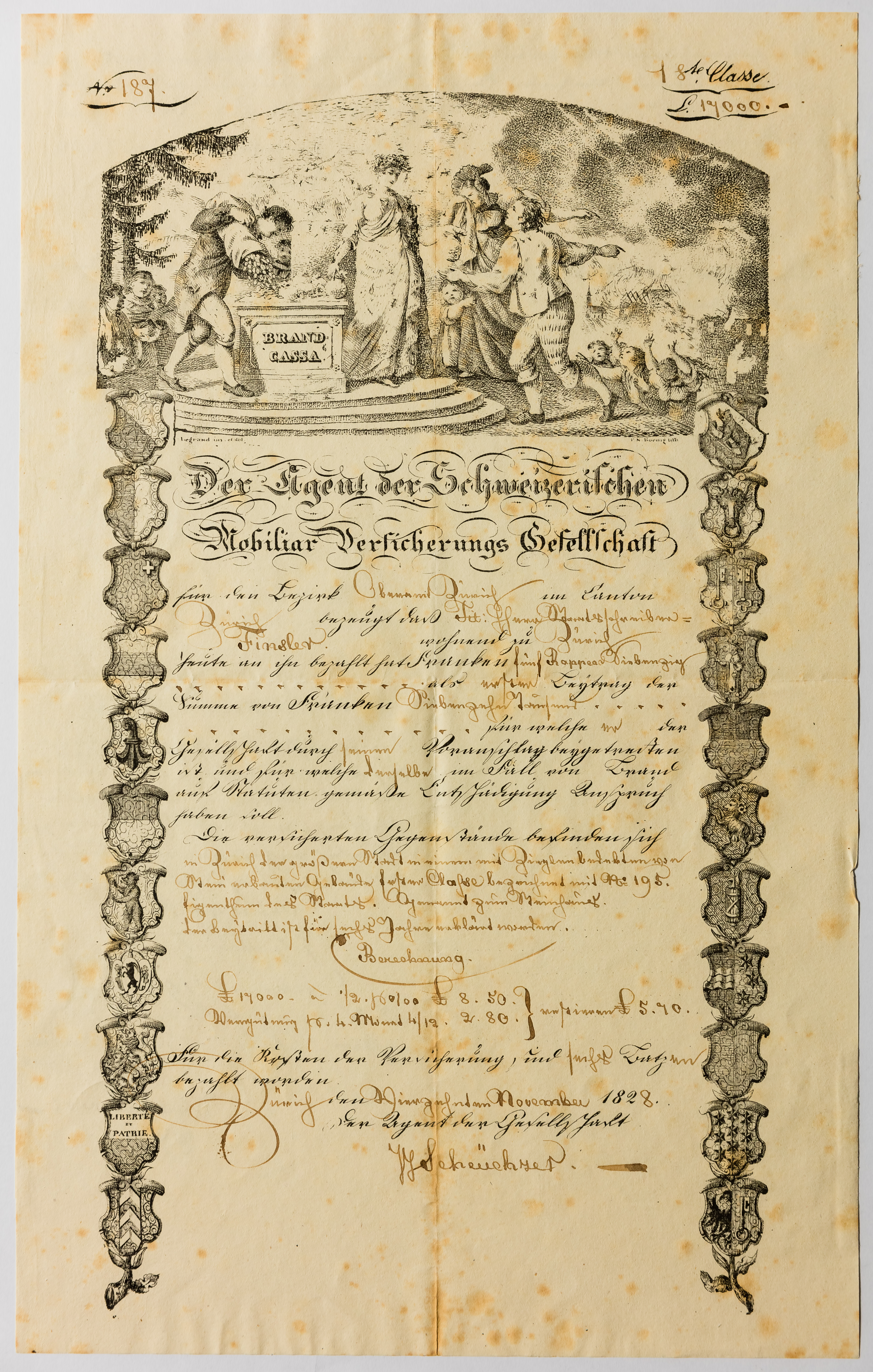
Police der Schweizerischen Mobiliar aus dem Jahre 1828

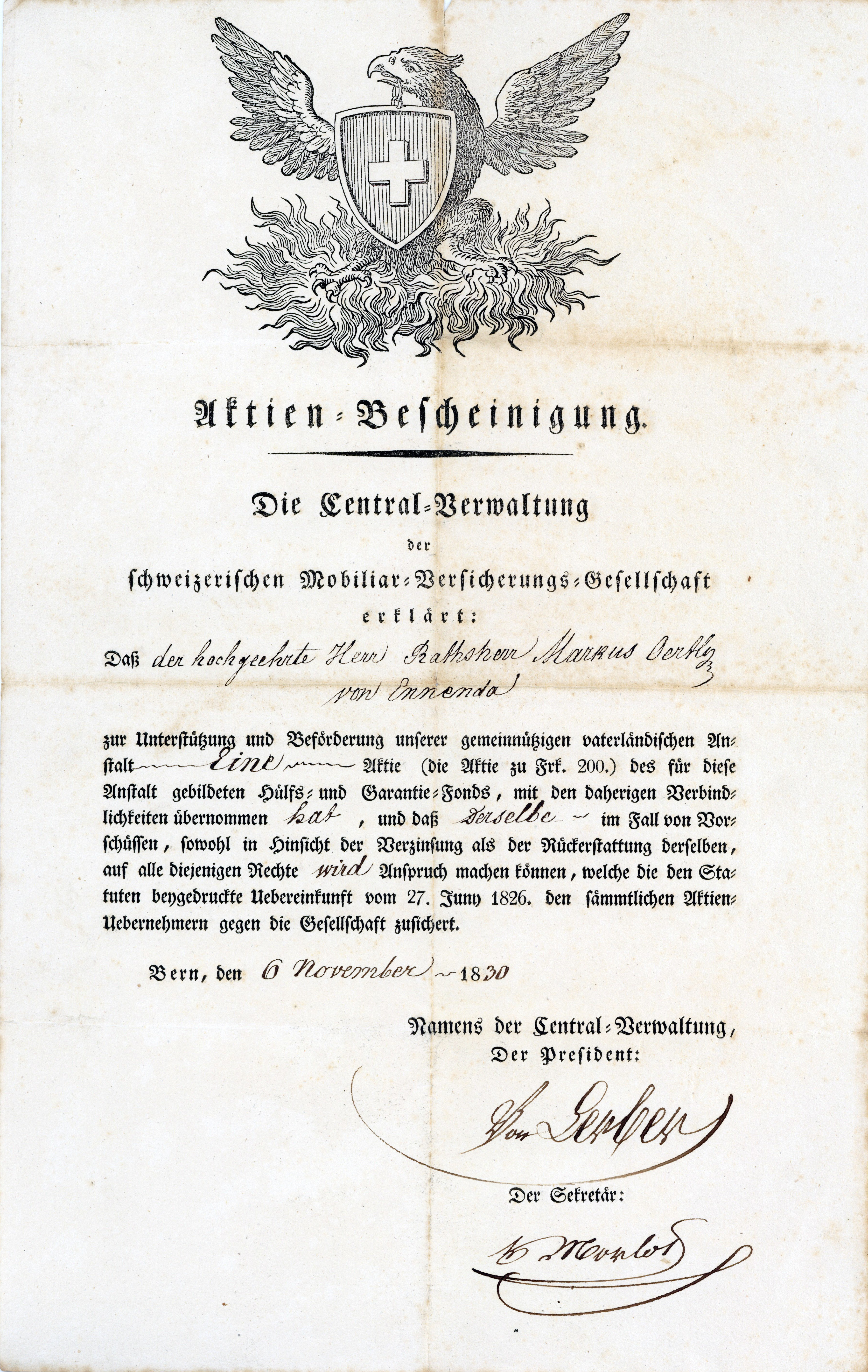
Aktie der Schweizerischen Mobiliar-Versicherungs-Gesellschaft über 200 Franken, ausgestellt in Bern am 6. November 1830, eigenhändig unterschrieben von ihrem Gründer und ersten Präsidenten Karl Anton von Lerber

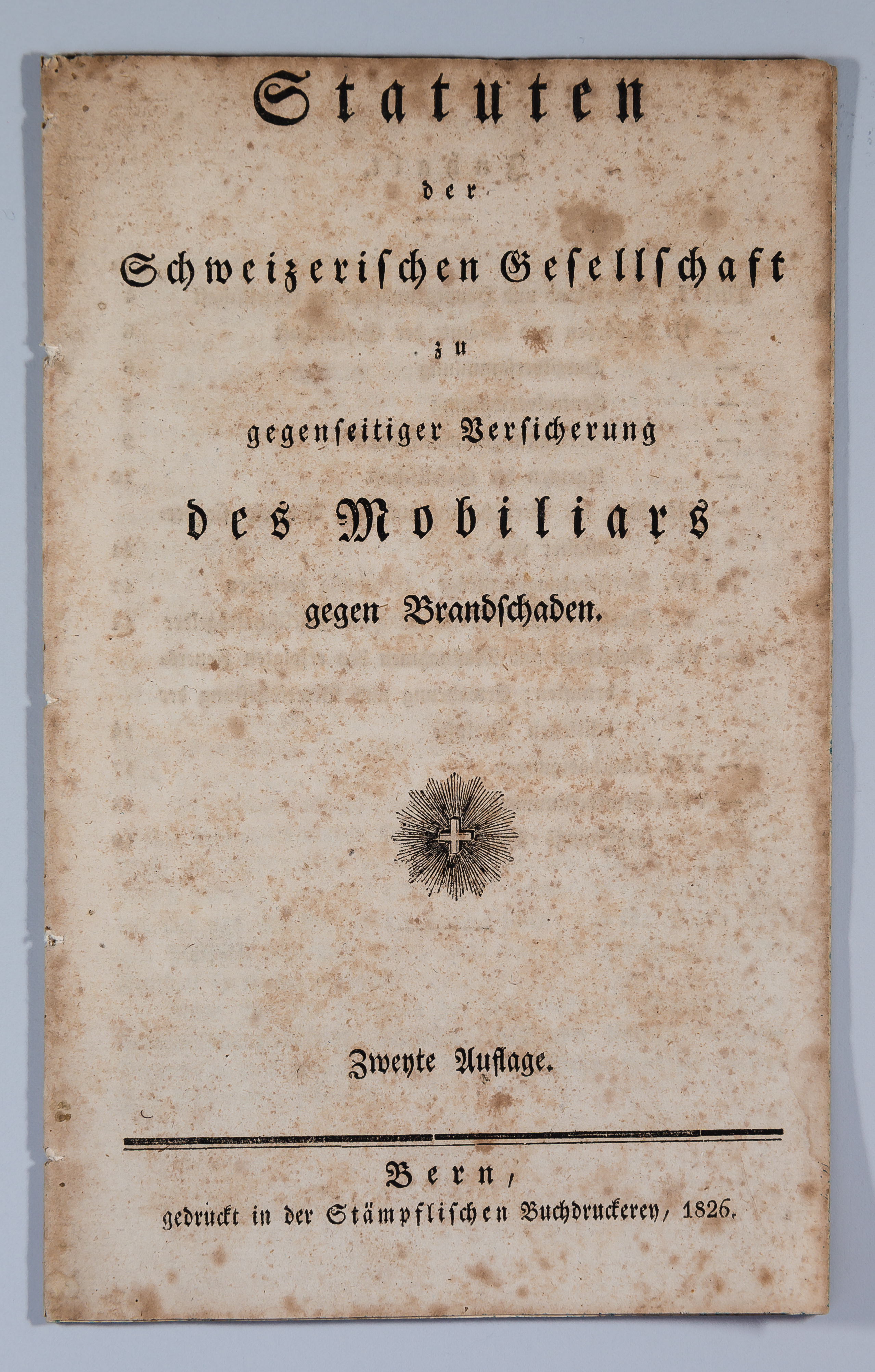
Titelseite der Statuten der Schweizerischen Mobiliar 1826

Im Februar 1826 wurde die Gesellschaft als Genossenschaft mit dem Namen „Schweizerische Gesellschaft zur gegenseitigen Versicherung des Mobiliars gegen Brandschaden“ in Bern neu gegründet. Zahlungen in Naturalien waren in den Statuten nicht mehr vorgesehen. Der politisch, wirtschaftlich und sozial engagierte Karl Anton von Lerber von Arnex (1784–1837) war Mitgründer und bis zu seinem Tod 1837 erster Präsident der Gesellschaft. Den Kopf der ersten Police gestaltete der französische Maler Pierre-Nicolas Legrand.

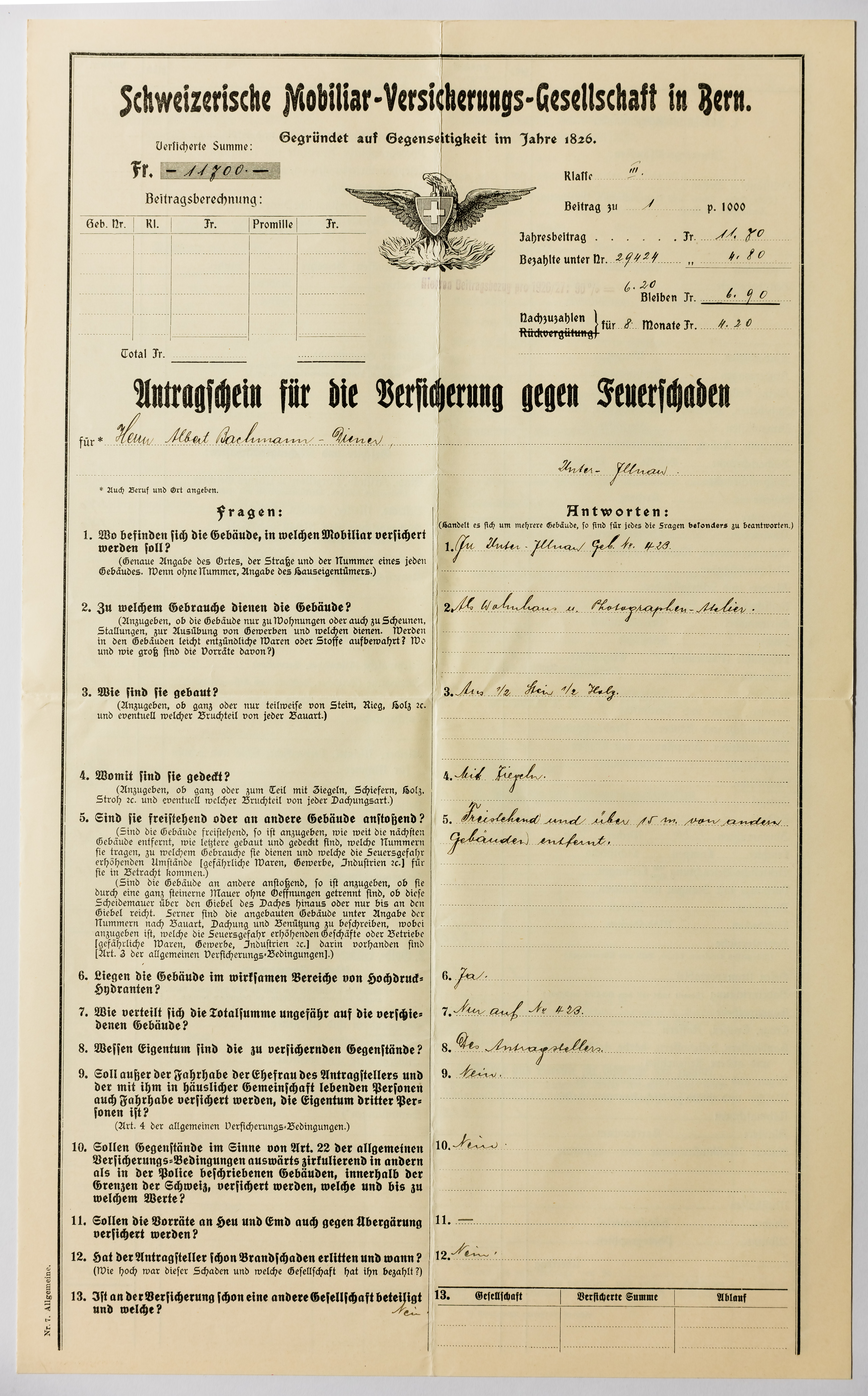
Feuer Police der Schweizerischen Mobiliar aus dem Jahre 1926

Der Brand von Glarus 1861 brachte die Gesellschaft an den Rand des Ruins. Sie leistete eine Schadenzahlung von insgesamt einer Million Franken und musste in der Folge beim Kanton Bern ein Darlehen von 300‘000 Franken aufnehmen. Erst als Folge dieses Stadtbrandes wurden weitere private Schweizer Feuerversicherungen für die bewegliche Habe gegründet.
Bis 1915 blieb die Mobiliar eine reine Feuerversicherung. 1916 weitete sie ihr Angebot erstmals aus und führte die Einbruchdiebstahlversicherung ein.
Zu ihrem 100. Geburtstag 1926 äufnete sie einen Fonds für unversicherbare Elementarschäden, der erste Schritt hin zur Elementarschadenversicherung und dem 1936 gegründeten Schweizerischen Elementarschadenpool. Dieser Pool stellt sicher, dass Elementarschäden mit einer für alle Versicherungsnehmer tragbaren Einheitsprämie versichert werden können.
Teil- und Totalrevisionen der Statuten ermöglichten der Mobiliar die Weiterentwicklung hin zur Allbranchenversicherung.
1976, anlässlich des 150-Jahr-Jubiläums, gründete die Mobiliar die «Jubiläumsstiftung», welche bis heute die Wissenschaft, Künste und andere kulturelle Bestrebungen fördert.
1991 wurden die Providentia Lebensversicherungsgesellschaft (seit 2005 Schweizerische Mobiliar Lebensversicherungs-Gesellschaft AG) und die Protekta Rechtsschutz-Versicherung AG in der Gruppe Mobiliar zusammengeführt.
2000 gab sich die Mobiliar eine neue Struktur: Die Schweizerische Mobiliar Genossenschaft wurde überdachende Muttergesellschaft, die einzelnen Einheiten wurden in Aktiengesellschaften umgewandelt, die zu 100 Prozent der Schweizerischen Mobiliar Genossenschaft gehören.
Starke Regenfälle führten im August 2005 zu grossen Überschwemmungen, vor allem in der Zentralschweiz, dem Berner Oberland und der Stadt Bern. Der Brutto-Schadenaufwand belief sich für die Mobiliar auf rund 485 Millionen Franken, das bis anhin grösste Schadenereignis der Schweizer Privatassekuranz und in der Geschichte der Mobiliar. Als Reaktion darauf begann die Mobiliar, konkrete Massnahmen und -projekte der Gemeinden zur Prävention von Naturgefahren zu unterstützen.
Aus der wirtschaftlichen Krisenzeit und damit verbundenen Restrukturierungsmassnahmen zu Beginn des 21. Jahrhunderts ging die Mobiliar gestärkt hervor. Seit 2006 befindet sie sich in einer Phase des kontinuierlichen Wachstums über dem Markt. Sie setzt konsequent auf den Mehrkanalvertrieb und baut dabei ihre digitalen Fähigkeiten laufend aus, unter anderem mit Beteiligungen an Unternehmen wie der Swiss Marketplace Group und SwissCaution.

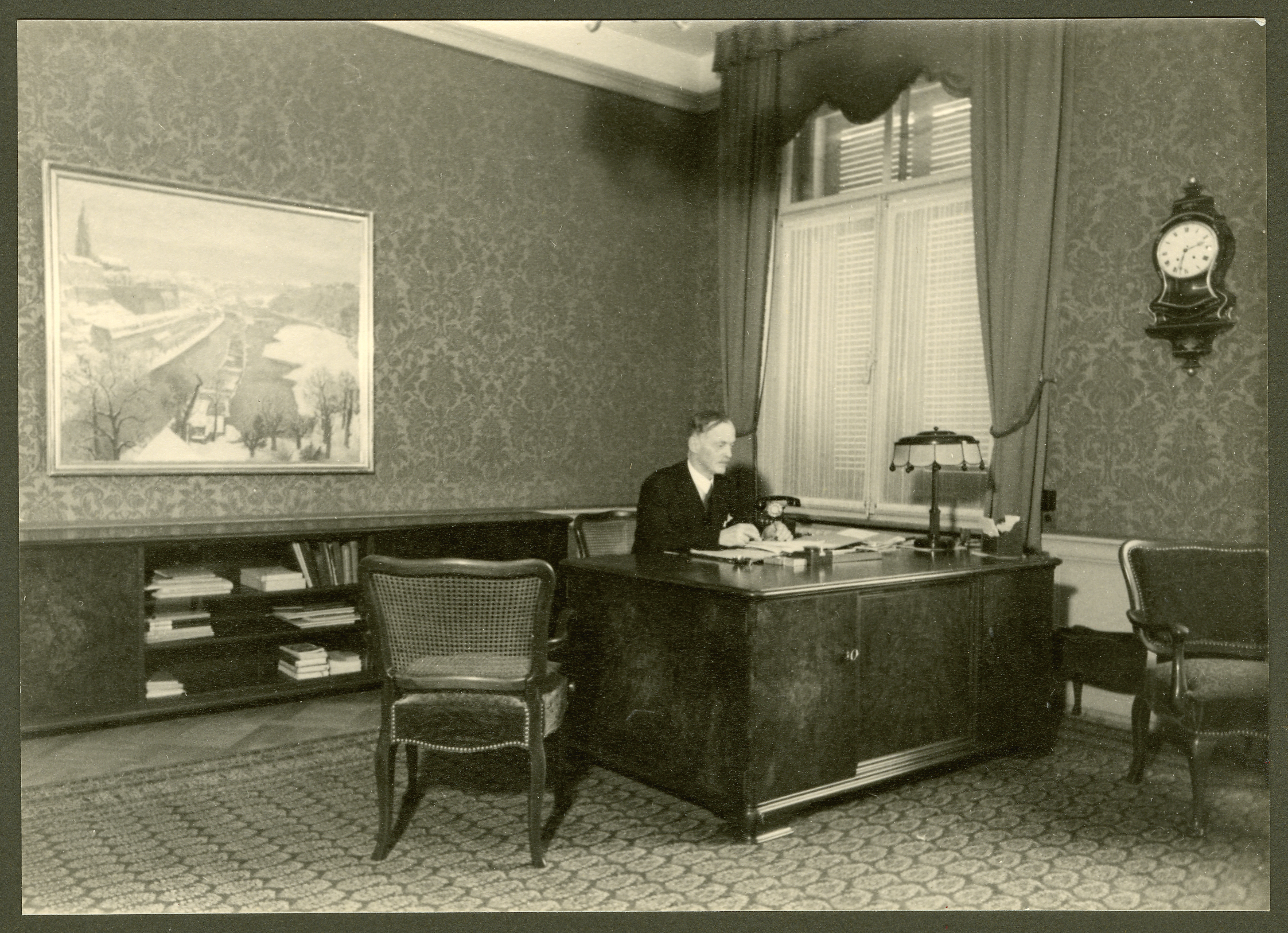
Hans Pfister in den 1930er Jahren

## Führungsspitze
| Amtszeit   | Präsidenten           | Amtszeit   | Direktoren/Generaldirektoren/CEO |
| 1826–1837  | Karl Anton von Lerber |            |                                  |
| 1838–1844  | Gottlieb Anton Simon  |            |                                  |
| 1844–1853  | Arnold König-Hummler  |            |                                  |
| 1853–1855  | Georg Simon           |            |                                  |
| 1855–1867  | Gottlieb Hünerwadel   |            |                                  |
| 1867–1881  | Rudolf Aebi           |            |                                  |
| 1881–1894  | Eduard von Sinner     |            |                                  |
| 1894–1897  | Paul Lindt            | 1867–1892  | Friedrich Lüthart (Lüthard)      |
| 1897–1904  | Eduard von Bondeli    | 1892–1922  | Alfred Ochsenbein                |
| 1904–1937  | Friedrich Emil Welti  | 1922–1931  | Jakob Gyger-Walder               |
| 1937–1947  | Emil Lohner           | 1931–1942  | Hans Pfister                     |
| 1947–1974  | Alfred Pezolt         | 1941–1951  | Alfred Eggimann                  |
| 1974–1978  | Emil Baumgartner      | 1942–1964  | Willy Koenig                     |
| 1978–1988  | Ernst Bachmann        | 1964–1974  | Walter Senn                      |
| 1988–1994  | Walter Augsburger     | 1975–1988  | Otto Saxer                       |
| 1994–1996  | Otto Saxer            | 1988–1996  | Walter Bosshart                  |
| 1997–2003  | Ulrich Gadient        | 1996–2003  | Albert Lauper                    |
| 2003–2011  | Albert Lauper         | 2003–2011  | Urs Berger                       |
| 2011–2023  | Urs Berger            | 2011–2020  | Markus Hongler                   |
| 2023–heute | Stefan Mäder          | 2021–heute | Michèle Rodoni                   |

Ehrenpräsident der Mobiliar ist seit 1996 Otto Saxer und seit 2023 Urs Berger.

## Geschäftsfelder
Die Mobiliar ist ein Allbranchenversicherer. Ihr Angebot umfasst im Bereich Privatpersonen unter anderem Hausrat- und Gebäudeversicherung, Privathaftpflicht-, Haustier- und Rechtsschutzversicherungen, Reise- und Motorfahrzeugversicherungen, Spar-, Erwerbsunfähigkeit- und Todesfallversicherung, Kinderinvalidenrenten sowie Kranken- und Unfallversicherungen.
Unternehmen bietet sie unter anderem Sach- und Produktionsausfallversicherungen, technische Versicherungen, Bau- und Gebäudeversicherungen, Fahrzeug-, Flotten- und Transportversicherungen, Berufs- und Betriebshaftpflichtversicherungen, Betriebsunterbrechung- und Betriebsausfallversicherung, Rechtsschutz-, Garantie- und Kautionsversicherungen, Lösungen in den Bereichen Berufliche Vorsorge, Unfall und Krankheit sowie Risikoberatung an.
Die Mobiliar Gruppe arbeitet mit nationalen und internationalen Vertriebspartnern zusammen. Sie ist ausserdem Mitglied des Versicherungsnetzwerks Eurapco.

## Geschäftsentwicklung
Die Mobiliar erzielte im Geschäftsjahr 2024 Prämieneinnahmen in der Höhe von 3961 Millionen Schweizer Franken. Im Nicht-Lebengeschäft erreichte sie ein Prämienwachstum von 5,8 %. Im Lebengeschäft betrug das Prämienvolumen der Mobiliar 983 Millionen Schweizer Franken.
In Bezug auf die Eigenmittelausstattung belegt die Gruppe Mobiliar unter den Schweizer Erstversicherern den Spitzenplatz.

## Marke und Werbung

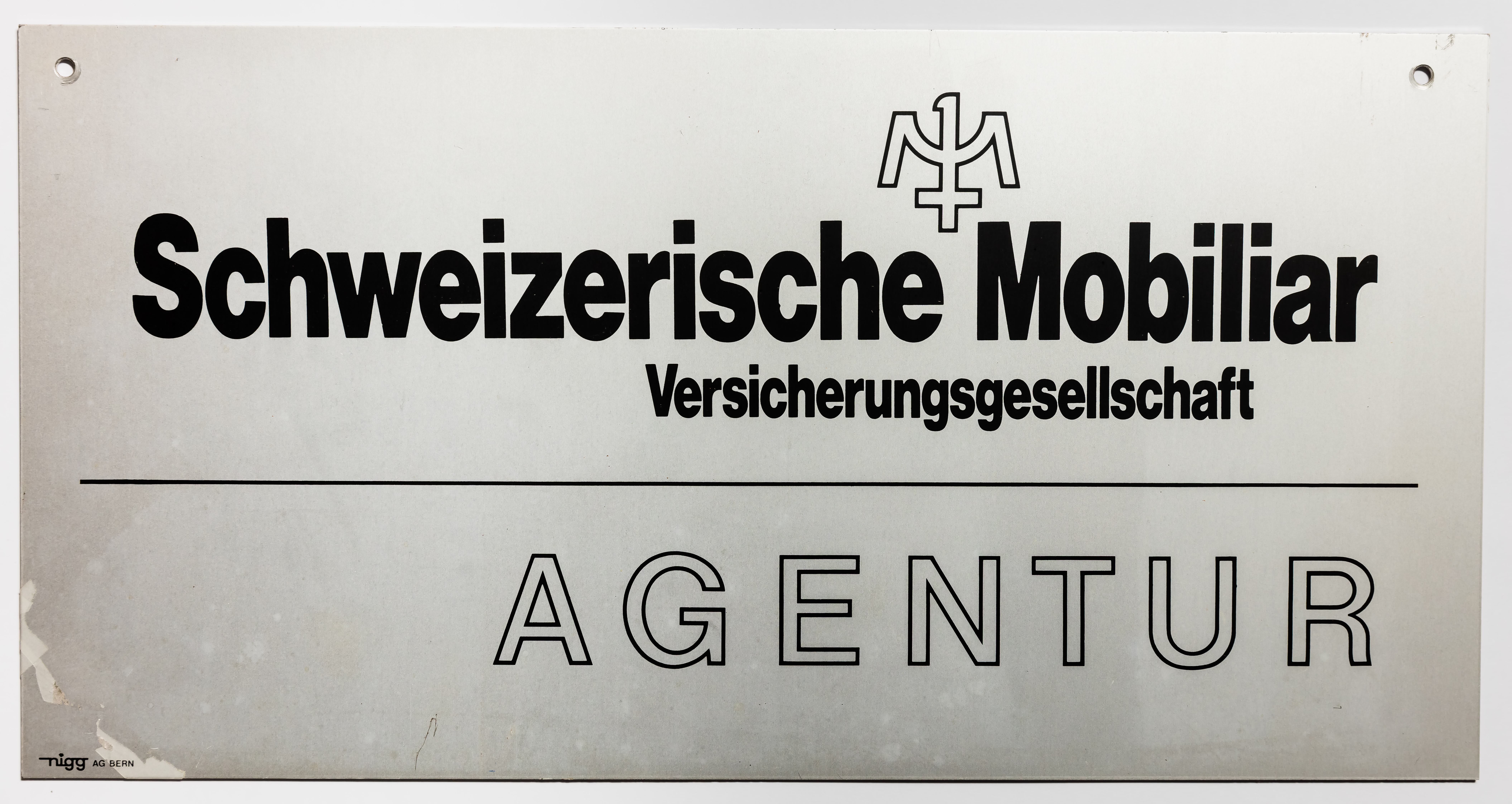
Agenturschild der Schweizerischen Mobiliar aus den 1970er Jahren

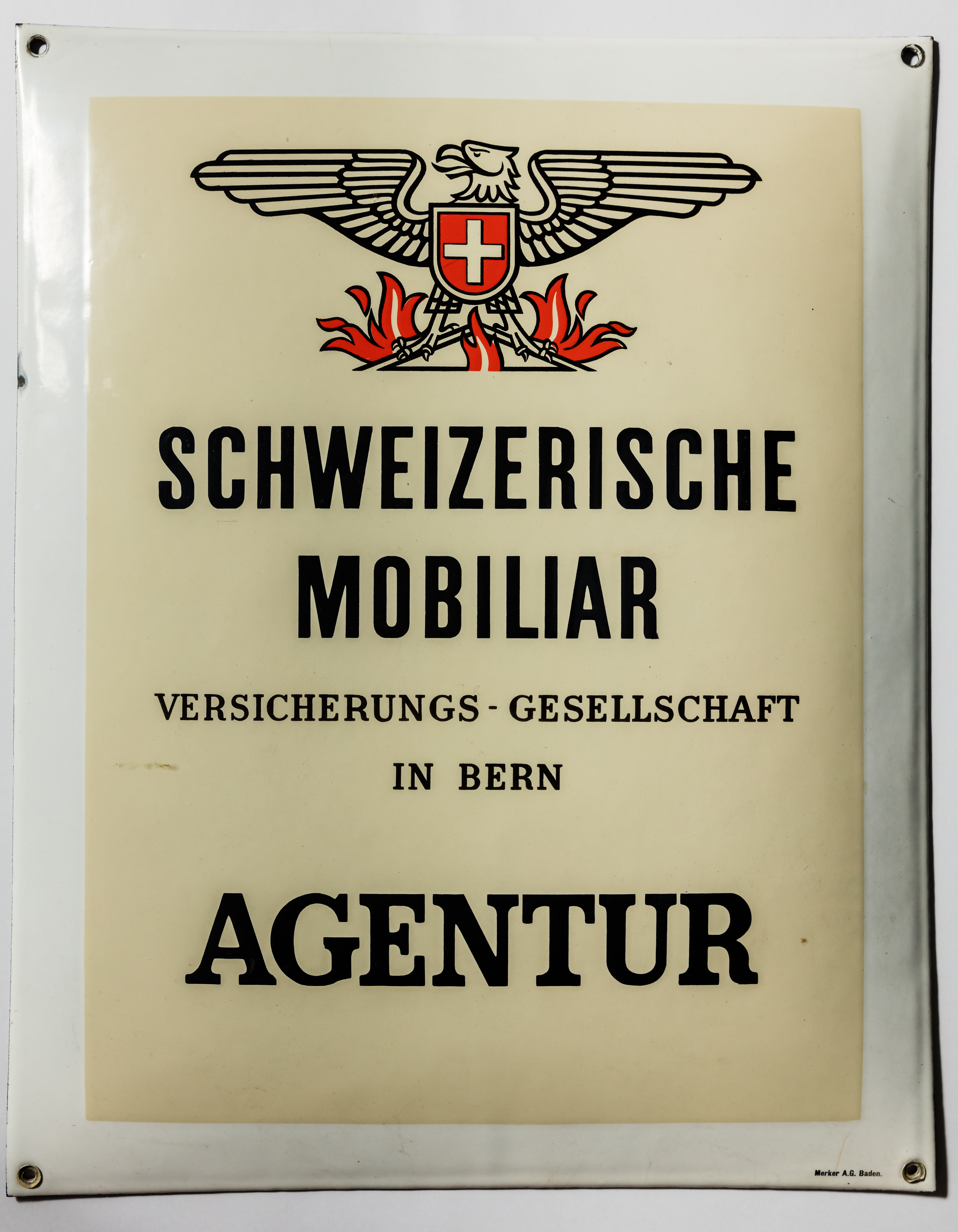
Agenturschild der Schweizerischen Mobiliar aus den 1940er Jahren

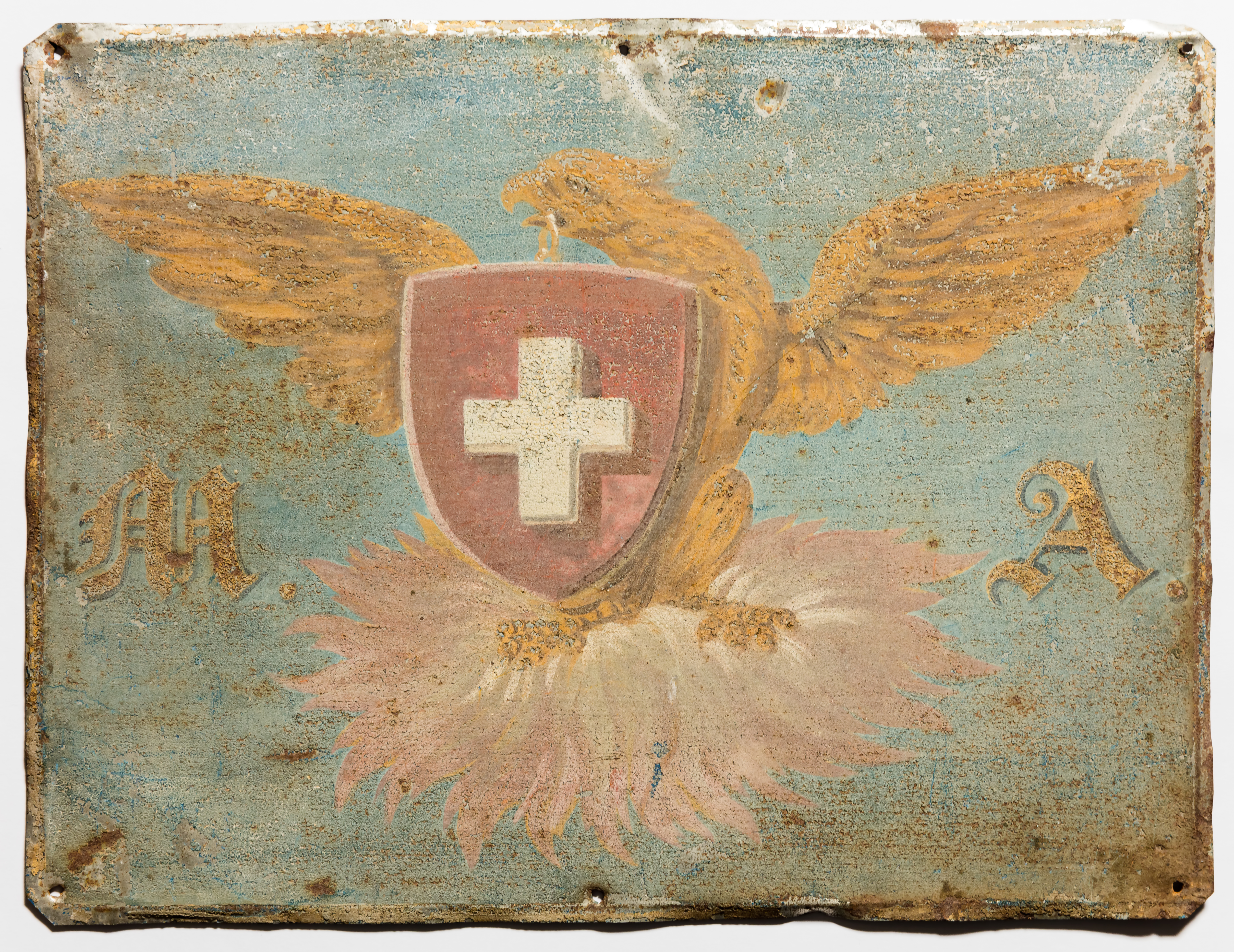
Versicherungsschild der Schweizerischen Mobiliar aus dem Jahre 1826

Bereits 1826 gab sich die Mobiliar als Feuerversicherer zusätzlich zu ihrem Namen das Schweizer Kreuz sowie den aus der Asche auferstehenden Phönix als Erkennungsmerkmal. Phönix mit Kreuz wurden mehrfach grafisch weiterentwickelt, zuletzt zweimal vom Berner Grafiker Hans Hartmann. 1998 wurden Vogel und Kreuz ganz aus dem visuellen Auftritt der Mobiliar entfernt und das Logo auf einen reinen Schriftzug reduziert.
1998 erhielt die Mobiliar erstmals ein einheitliches Corporate Design und aus „Schweizerische Mobiliar“ wurde „Die Mobiliar“.
Die letzte Anpassung des Corporate Designs fand im April 2016 statt, wobei das Schriftbild verändert und „Versicherungen und Vorsorge“ in der Marke entfernt wurde.
Seit 1998 wirbt die Mobiliar mit gezeichneten – später auch mit animierten – Schadenskizzen und «Liebe Mobiliar»-Spots. Die Kampagne wurde mehrfach national und international ausgezeichnet. Entwickelt wurden die Schadenskizzen von der Agentur Aebi, Strebel, die später in die Publicis überging. Ab 2004 wurde die Kampagne von Wirz Werbung weiterentwickelt. Seit 2019 wird sie von der Agentur Jung von Matt fortgeführt.